# Капленко Кирило Дмитрович
Кирило Дмитрович Капленко (рос. Кири́лл Дми́триевич Капле́нко, нар. 15 червня 1999, Молодечно, Білорусь) — білоруський футболіст, опорний півзахисник російського клубу «Оренбург» та національної збірної Білорусі.

## Ігрова кар'єра

### Клубна
Перші кроки у футболі Кирило Капленко робив у мінському «Динамо». Згодом він опинився у структурі клубу БАТЕ. Далі футболіст перебрався до Росії, де продовжив займатися футболом в академії «Краснодара».
У 2017 році Капленко приєднався до пітерського «Зеніта». Але в основі команди Капленко провів лише два поєдинки, паралельно з цим виступаючи у резервній команді «Зеніт-2» у турнірі ФНЛ. 
Не маючи можливості пробитися в основу «Зеніта», у лютому 2020 року Капленко відправився в оренду у клуб «Оренбург». У липні 2020 року футболіст продовжив договір оренди ще на сезон 2020/21. Пізніше Капленко залишався в команді ще на один сезон. У складі «Оренбурга» Кирило Капленко ставав призером турніру ФНЛ та підвищився в класі до РПЛ. Після закінчення терміну оренду, влітку 2022 року Капленко підписав з «Оренбургом» повноцінний контракт на два роки.

### Збірна
Кирило Капленко мав бажання виступати за збірну Росії але так і не дочекався виклику. 17 листопада 2022 року у товариському матчі проти команди Сирії Кирило Капленко дебютував у національній збірній Білорусі.

## Досягнення
'Оренбург
- Срібний призер ФНЛ: 2020/21
- Бронзовий призер ФНЛ: 2021/22

## Приватне життя
Старший брат Кирила Микита Капленко також професійний футболіст, виступає у складі астраханського «Волгаря».